# Lindernia natans
Lindernia natans är en tvåhjärtbladig växtart som beskrevs av Eb. Fischer. Lindernia natans ingår i släktet Lindernia och familjen Linderniaceae. Inga underarter finns listade i Catalogue of Life.